# مدیریت پرستاری بالینی
مدیریت پرستاری بالینی (به انگلیسی: Clinical nurse leader) نقش توسعه‌یافته‌ای در بخش پرستاری جهت کیفیت آماده‌سازی پرستاران و کنترل کیفیت درمان جمعیت‌های بیمار، محسوب می‌گردد. این گونه از مدیریت با داشتن مدرک کارشناسی ارشد در دانش پرستاری واحدهای درسی بمانند آسیب‌شناسی و شناخت بالینی و فارماکولوژی را پشت سر گذارده‌است.

## فرایند مدیریت پرستاری
ایجاد نظم میان فعالیت‌های وابسته به طراحی خاص سازمانی که شامل برنامه‌ریزی، هدایت و رهبری و کنترل و نظارت می‌شود. همان گونه که مراقبت از بیمار در فرایند پرستاری، آسایش بیمار را فراهم می‌کند فرایند مدیریت نیز در جهت اهداف سازمانی بنا شده‌است.
- وظایف مدیریت در هماهنگی مراقبت بیماران، خطرات بهداشتی محیط، توسعه و آینده‌نگری بهبود فرایند کیفیت، ایجاد ارتباط تیمی قوی میان اعضا و بکارگیری ایده‌ها در سطوح هماهنگ می‌باشد. کمیته مدارک پرستاری (CNS) ایجادکننده مدرک مدیریت بالینی پرستاری می‌باشد.[۲]
- انجمن دانشکده‌های پرستاری آمریکا(AAON)به همراه مدیریت پرستاری به دلیل وجود خطاهای پزشکی در سال۱۹۹۹ در پاسخ به مؤسسه پزشکی(IOM)گزارش جامعی را در مورد خطاهای پزشکی ارائه کرد که مبنی بر آن، اقدام به ایجاد سیستم ایمن جهت سلامتی کرد، زیرا آمار تعداد افرادی که در اثر اشتباهات پزشکی جان می‌دادند از حوادث نقلیه‌ای موتوری، سرطان پستان وایدز نیز بیشتر بود.[۳]
- به منظور توسعه و هدفمندی این نقش تازه، نیاز به افرادی با مدرک کارشناسی ارشد جهت نظم دادن به اطلاعات پیچیده می‌باشد.